# Šćrbinec
Šćrbinec – wieś w Chorwacji, w żupanii krapińsko-zagorskiej, w mieście Zlatar. W 2011 roku liczyła 11 mieszkańców.